# Burgstall Bergfried
Der Burgstall Bergfried bezeichnet eine abgegangene mittelalterliche Niederungsburg unmittelbar südlich der Wüstung Bergfried, eines ehemaligen Gemeindeteils der oberpfälzischen Stadt Grafenwöhr im Landkreis Neustadt an der Waldnaab. Die Anlage wird als Bodendenkmal unter der Aktennummer D-3-6336-0062 als „mittelalterlicher Burgstall“ geführt.

## Beschreibung
Der Burgstall liegt an der Frankenohe, einem rechten Zufluss zur Vils. Das Areal des Burgstalls ist heute locker bewaldet. Obertägige Befunde sind nicht mehr vorhanden.